# Jomei
Pour les articles homonymes, voir Jomei (homonymie).
L'empereur Jomei (舒明天皇, Jomei Tennō), né en 593 et décédé en 641 est le trente-quatrième empereur du Japon, selon l'ordre traditionnel de la succession. Il a régné de 629 à 641.

## Généalogie
Avant son avènement au trône du chrysanthème, son nom personnel (iminia) était Tamura-shinnō.
Tamura-shinnō était le petit-fils de l'empereur Bidatsu. En effet, il est né de l'union de la princesse Nukate-hime et du prince Oshisaka no Ōe (Oshi-saka-hikohito no Ōe), tous deux demi-frère et sœur d'un parent commun, l'empereur Bidatsu.
Alors que l'impératrice Suiko était à l'article de la mort, elle voulut lui céder l'empire ; mais il ne put accepter, n'ayant pas encore été déclaré héritier. Yamashiro no Ōe, fils du prince Shōtoku, ambitionna également le trône ; cependant l'impératrice, après avoir consulté Soga no Emishi no Ōomi, choisit Tamura-shinnō pour successeur.
Tamura-shinnō devint ainsi l'empereur Jomei.

### Impératrice et consorts
- Princesse Takara, née en 594, fille du prince Chinu et de la princesse Kibitsu-hime ; impératrice ; impératrice régnante Kōgyoku en 642 ; morte en 661 ; dont il eut trois enfants :
  - prince Naka no Ōe (futur empereur Tenji) ;
  - princesse Hashihito, mariée à son oncle l'empereur Kōtoku, impératrice en 645 ; impératrice douairière ; morte en 665 ;
  - prince Ō-ama (futur empereur Tenmu) ;

- princesse Tame, fille de l'empereur Bidatsu et de l'impératrice Nukatabe (impératrice Suiko) ;

- Soga no Hode no Iratsume, fille de Soga no Umako ; épouse impériale; dont il eut deux enfants :
  - prince Furuhito no Ōe, né vers 612 mort en 645. Père de :
    - princesse Yamato Hime, épouse de l'empereur Tenji ;

  - princesse Nunoshiki ;

- Soga no Tetsuki no Iratsume, fille de Soga no Emishi, dont une fille :
  - princesse Yata

- Awata no Kagushi Hime, dont une fille :
  - princesse Oshisaka no Watamuki

- une dame de la cour surnommée Kaya no Uneme, dont il eut un enfant :
  - prince Kaya.

## Les événements de la vie de Jomei Tennō
Il succède à sa grand-tante l'impératrice Suiko, qui à sa mort ne laisse pas de consignes claires concernant sa succession. Sur son lit de mort, elle fait appeler deux des fils de son neveu, le prince Oshisaka no Ōe : le prince Tamura et son demi-frère, le prince Yamashiro, afin de donner de brèves instructions à chacun d'eux. Après sa mort, la cour se divise en deux factions, chacune soutenant l'accès au trône d'un des deux princes. Soga no Emishi no Ōomi, chef du clan Soga soutient Tamura et affirme que les derniers mots de l'impératrice Suiko suggèrent que sa volonté se porte sur Tamura.
- 628 : en la trente-sixième année du règne de Suiko (推古天皇36年), l'impératrice mourut ; et en dépit d'un excédent de conflit qui devrait la suivre comme souveraine, les historiens contemporains ont alors interprété que la succession (le senso) a été reçue par un petit-fils de l'empereur Bidatsu qui était à la fois un arrière-petit-fils de l'empereur Kinmei[6]. L'empereur Jomei a ensuite accédé au trône (le sokui)[7].

Le prince Yamashiro est attaqué par les Soga et se suicide avec toute sa famille.
Jomei change plusieurs fois la place de son palais. Il s'installe à Asuka dans le palais d'Okamoto-no miya, dans le district de Takaichi (Takaichi-gun) de la province de Yamato. Plus tard, Jomei s'installe à Tanaka et enfin à Kudara.

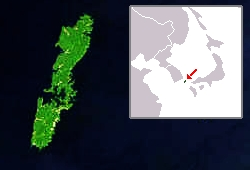
île Tsushima

Après son intronisation, il envoie une ambassade en Chine (630-632), sous la conduite d'Inukami-no Mitasuki, qui ramène à son retour l'envoyé de l'empereur de la dynastie Tang. Jomei envoie une barque à Naniwa pour le recevoir et le fait escorter jusqu'à l'île Tsushima. À cette époque, l'empereur Tang Taizong (connu aussi comme l'empereur Ta'ai Tung), règne en Chine.
On observe à cette époque plusieurs comètes. Des ouragans et de fortes pluies dévastent l'archipel.
Sous le règne de Jomei se diffuse l'usage de régaler les prêtres dans le palais impérial. L'empereur va régulièrement dans la province de Harima et dans la province de Settsu, pour y prendre des bains chauds. De même, il visite les eaux thermales (yu no miya) de la province d'Iyo. En outre, il pratique la chasse.
Son règne s'étend du 2 février 629 au 17 novembre 641, jour de sa mort, soit un règne de 13 ans.
À sa mort, il est enterré dans le kofun de Ōshisaka (à Sakurai). La personne désignée pour lui succéder n'est autre que son épouse et nièce, la princesse Takara et ce, sous le nom d'impératrice Kōgyoku.
En 2015, des archéologues ont annoncé avoir mis au jour les restes du premier tombeau de Jomei à Kashihara.